# Folke Sleman
Folke Valdemar Sleman,  född 4 april 1909 i Västervik, död i januari 1999 i Gustav Vasa församling i Stockholm, var en svensk arkivarie.
Sleman, som var son till redaktör Otto Sleman och Hanna Hansson, blev filosofie licentiat i Stockholms högskola 1947. Han blev amanuens på Stockholms stadsarkiv 1936, arkivarie 1951, på Riksarkivet 1958 och var förste arkivarie där 1961–1975 (tillförordnad 1959). Han utgav Stockholms stads tänkeböcker från 1592, del 3 1600 (1953), del 4 1601–1602 (1957), del 5 1603–1604 (tillsammans med Göran Setterkrans 1959), Privilegier, resolutioner och förordningar för Sveriges städer, del 4 (tillsammans med Folke Lindberg 1946), del 5 (1964), del 6 (tillsammans med Carl-Fredrik Corin 1985). Han invaldes som ledamot av Kungliga Samfundet för utgivande av handskrifter rörande Skandinaviens historia 1953. Folke Sleman är begravd på Norra begravningsplatsen utanför Stockholm.